# Luc Lang
Luc Lang (Suresnes, 18 ottobre 1956) è uno scrittore francese.

## Biografia
Nato nel 1956 a Suresnes, periferia di Parigi, è professore d'estetica all'École nationale supérieure d'arts de Paris-Cergy dal 1996.
Ha esordito nella narrativa nel 1988 con Voyage sur la ligne d’horizon al quale hanno fatto seguito al 2018 altri 10 romanzi oltre a saggi di critica letteraria e critica artistica. 
Tra i riconoscimenti ottenuti si ricorda il Prix Goncourt des lycéens ottenuto nel 1998 con il romanzo Milleseicento ventri.

## Opere (parziale)

### Romanzi
- Voyage sur la ligne d’horizon (1988)
- Liverpool marée haute (1991)
- Furies (1995)
- Milleseicento ventri (Mille six cents ventres, 1998), Firenze - Antella, Passigli, 2000 traduzione di Maurizio Ferrara ISBN 88-368-0641-4.
- Les Indiens (2001)
- La Fin des paysages (2006)
- 13 crudeltà (Cruels, 13, 2008), Pescara, Quarup, 2010 traduzione di Matteo Colombo ISBN 978-88-95166-10-0.
- Esprit chien (2010)
- Mother (2012)
- L'autostrada (L'Autoroute, 2014) Firenze, Edizioni Clichy, 2022 traduzione di Tommaso Gurrieri ISBN 978-88-6799-942-2.
- All’inizio del settimo giorno (Au commencement du septième jour, 2016), Roma, Fazi, 2018 traduzione di Maurizio Ferrara ISBN 978-88-93251-95-2.
- La tentazione (La Tentation, 2019) Firenze, Edizioni Clichy, 2021 traduzione di Tommaso Gurrieri ISBN 978-88-6799-748-0.

### Saggi
- Gerhard Richter con Jean-Philippe Antoine e Gertrud Koch (1995)
- Emmanuel Saulnier: principe transparent con Jean-Pierre Greff (1999)
- Les Invisibles: 12 récits sur l'art contemporain (2002)
- 11 septembre Mon Amour (2003)
- Notes pour une poétique du roman (2003)
- Délit de fiction: la littérature, pourquoi ? (2011)

## Premi e riconoscimenti
- 1989: vincitore del Prix Jean-Freustié con Voyage sur la ligne d’horizon
- 1995: laureato di Villa Kujoyama
- 1998: vincitore del Prix Goncourt des lycéens con Milleseicento ventri
- 2016: finalista al Premio Goncourt con All’inizio del settimo giorno
- 2019: vincitore del Prix Médicis con La Tentation